# RF konektor
Koaxiální RF konektor (radio frequency connector, tj. konektor rádiové frekvence) je elektrická přípojka určená pro přenos rádiových frekvencí v multi-megahertzovém rozsahu. RF konektory jsou obvykle používány s koaxiálními kabely a jsou konstruovány tak, aby udržovaly stínění, jenž koaxiální design poskytuje. Lepší modely také minimalizují změnu hodnoty impedance linky v místě spojení.